# MC5
MC5 (skrót od Motor City Five) – zespół hardrockowy, powstały w Detroit w 1964 r. W jego skład wchodzili Wayne Kramer i Fred "Sonic" Smith (gitary), Michael Davis (bas), Rob Tyner (śpiew) i Dennis Thompson (perkusja). W 2024 wprowadzony do Rock and Roll Hall of Fame.

## Kariera
Zespół MC5 osiągnął popularność po wydaniu swojego pierwszego albumu, Kick Out the Jams, nagranego na żywo w dniach 30 i 31 października 1968.
Po wydaniu płyty pojawiły się kontrowersje związane ze słowami wykrzykiwanymi w tytułowym utworze: "kick out the jams, motherfuckers!". W późniejszych wydaniach zostały one ocenzurowane i pojawiały się jako "kick out the jams, brothers and sisters!" (Do pierwotnej wersji powrócono na wydaniach CD). Natomiast kontrowersje związane z polityką pojawiły się po tym, jak do gwałtownych protestów doszło po występie zespołu podczas Konwencji Narodowej Demokratów w 1968 w Chicago. 
Drugi album, Back in the USA, wyprodukowany przez Jona Landaua, przyszłego mentora Bruce'a Springsteena, dzięki prostej, szybkiej, ostrej i agresywnej grze dostarczył podstaw dla punk rocka. Trzeci album, High Time, stanowił inspirację m.in. dla takich zespołów jak Aerosmith i KISS. 
13 lutego 1972 Michael Davis opuścił zespół MC5. Pozostali trzej członkowie grupy nagrali jeszcze trzy nowe utwory - "Gold," "Train Music," i "Inside Out" - do ścieżki dźwiękowej filmu Gold. Była to ostatnia sesja nagraniowa zespołu - wkrótce potem drogi muzyków rozeszły się w związku z problemami narkotykowymi. 

## Dalsze losy
Fred "Sonic" Smith założył zespół Sonic's Rendezvous Band, z którym wydał kilka płyt; poślubił piosenkarkę Patti Smith i wycofał się z branży muzycznej, aby zająć się rodziną. 
Wayne Kramer pojawiał się czasami na albumach innych wykonawców, zanim trafił do więzienia za wykroczenia związane z narkotykami. Nieoczekiwanie spotkał tam basistę MC5, Michaela Davisa, odsiadującego wyrok za podobne przewinienia. Po wyjściu z więzienia Kramer wydał kilka albumów solowych. 
Rob Tyner zmarł w 1991, natomiast Fred "Sonic" Smith w 1994.

## Ponowne spotkanie
W 2003 roku Kramer, Davis i Thompson ponownie zagrali razem. Występ odbył się w 100 Club w Londynie. Miejsce Freda Smitha zajął Nicke Andersson z zespołu The Hellacopters. Swoich głosów użyczyli też David Vanian z The Damned, Lemmy Kilmister z Motörhead, Ian Astbury z The Cult i piosenkarka Kate O'Brien. Natomiast w sekcji dętej, podobnie jak na albumie High Time, zagrali Charles Moore i Buzzy Jones.
W 2004 odbyło się światowe tournée zespołu, pod nazwą DKT/MC5. Zespołowi znowu towarzyszyło wielu gości, takich jak Mark Arm z Mudhoney, Nicke Royale z The Hellacopters, Evan Dando z The Lemonheads, Marshall Crenshaw, i in. Od lutego 2005, wokalistą zespołu jest Handsome Dick Manitoba. 
W maju 2006 basista Michael Davis doznał urazu kręgosłupa w wypadku motocyklowym. 

## Dyskografia
Albumy
- Kick Out the Jams(inne języki), 1969
- Back in the USA(inne języki), 1970
- High Time(inne języki), 1971
- Babes in Arms(inne języki), 1983 (zbiór singli z początków działalności zespołu)

Kompilacje
- The Big Bang! Best of the MC5, 2000

Single
- I Can Only Give You Everything, 1967
- One of the Guys, 1967
- Looking at You, 1968
- Borderline, 1968
- Kick Out the Jams, 1969
- Motor City is Burning, 1969
- Tonight, 1969
- Shaking Street, 1970
- The American Ruse, 1970
- Over and Over / Sister Anne, 1971 (niewydany oficjalnie)

## Filmy MC5
- MC5: Kick Out the Jams w bazie IMDb (ang.) 1999
- MC5*: A True Testimonial w bazie IMDb (ang.) 2002